# لسلی گدس
لسلی گدس (انگلیسی: Leslie A. Geddes؛ ۲۴ مه ۱۹۲۱ – ۲۵ اکتبر ۲۰۰۹ (۸۸ سالگی)) دانشمند اهل ایالات متحده آمریکا بود.
وی همچنین برندهٔ جوایزی همچون مدال ملی فناوری و نوآوری و مدال ادیسون انجمن مهندسان برق و الکترونیک شده است.